# Линобат
Линобат — торговое название ниобата лития, распространённое на американском рынке. Линобат является синтетическим ограночным материалом, который служит для имитации алмаза.

## Физико-химические свойства
Линобат представляет из себя оксид ниобия и лития. Окраска зависит от примесей и может быть разнообразной.
Свойства этого материала близки к свойствам фабулитa.
Блеск стеклянный, твёрдость 5,5. Имеет коэффициент преломления 2,21-2,3, дисперсию 0,12, плотность 4,64 г/см³.